# Denholm Elliott
Denholm Elliott (n. 31 mai 1922, Greater London, Anglia, Regatul Unit al Marii Britanii și Irlandei – d. 6 octombrie 1992, Santa Eulalia del Río⁠(d), Insulele Baleare⁠(d), Spania) a fost un actor de film și de televiziune englez.

## Copilăria și începutul carierei
S-a născut la Londra. Părinții săi au fost Nina și Myles Laymen Farr Elliott. A urmat cursurile Colegiului Malvern și mai târziu Royal Academy of Dramatic Art din Londra. În timpul celui de-al doilea război mondial s-a înrolat în Royal Air Force ca sergent. În timpul unei operațiuni el și unul dintre colegii săi s-au salvat dintr-un masacru. A petrecut restul războiului la Silesia, timp în care a jucat în trupa de artiști amatori. În 1949 și-a făcut debutul în filmul Dear Mr. Prohack. A avut mai multe apariții televizate, adus de Dennis Potter, în producții ca Follow the Yellow Brick Road (1972), Brimstone and Treacle (1976), and Blade on the Feather (1980). În 1975 a apărut în serialul Thriller. În 1980 a câștigat trei premii consecutive BAFTA. A devenit din ce în ce mai cunoscut publicului. A jucat alături de Katharine Hepburn și Harold Gould în filmul de televiziune Mrs. Delafield Wants to Marry. De-a lungul prodigioasei sale cariere a jucat și la Royal Shakespeare Company.

## Filmografie
- Quest for Love (1971)
- Băieții din Brazilia (1978)
- Septembrie (1987)
- Piesa (SUA, 1992)
- Arșița (engl.-sua, 1991)
- Singură în bătaia vântului
- Soldați de ocazie
- A Murder of Quality (engl., 1991)
- The Love She Sought (sua, 1990)
- Indiana Jones și ultima cruciadă
- Rude Awakening (sua, 1989)
- Chei spre libertate (sua, 1988)
- Identitatea lui Bourne (1988)
- Stealing Heaven (engl., 1988)
- Return from the River Kwai
- Maurice
- Camera cu vedere
- Un reporter incomod (engl., 1985)
- A Private Function (engl., 1985)
- Pe muchie de cuțit
- Femeia diabolică (engl., 1983)

### Filme
| An   | Titlu                                                        | Rol                    | Note                                        |
| ---- | ------------------------------------------------------------ | ---------------------- | ------------------------------------------- |
| 1949 | Dear Mr. Prohack                                             | Oswald Morfrey         |                                             |
| 1952 | The Sound Barrier                                            | Christopher Ridgefield | Lansat ca Breaking the Sound Barrier în SUA |
| 1952 | La bergère et le ramoneur                                    |                        |                                             |
| 1952 | The Ringer                                                   | John Lemley            |                                             |
| 1952 | The Holly and the Ivy                                        | Michael Gregory        |                                             |
| 1953 | Marea crudă                                                  | Morell                 |                                             |
| 1953 | The Heart of the Matter                                      | Wilson                 |                                             |
| 1954 | They Who Dare                                                | Sergent Corcoran       |                                             |
| 1954 | Lease of Life                                                | Martin Blake           |                                             |
| 1955 | The Man Who Loved Redheads                                   | Denis                  |                                             |
| 1955 | The Night My Number Came Up                                  | Fl. Lt. Mckenzie       |                                             |
| 1956 | Pacific Destiny                                              | Arthur Grimble         |                                             |
| 1960 | Scent of Mystery                                             | Oliver Larker          |                                             |
| 1963 | Station Six-Sahara                                           | Macey                  |                                             |
| 1964 | Nothing But the Best                                         | Charlie Prince         |                                             |
| 1965 | The High Bright Sun                                          | Lt. Charlie Baker      |                                             |
| 1965 | You Must Be Joking!                                          | Captain Tabasco        |                                             |
| 1965 | King Rat                                                     | Larkin                 |                                             |
| 1966 | Alfie                                                        | The Abortionist        |                                             |
| 1966 | The Spy with a Cold Nose                                     | Pond-Jones             |                                             |
| 1967 | Maroc 7                                                      | Inspector Barrada      |                                             |
| 1968 | Here We Go Round the Mulberry Bush                           | Mr Beauchamp           |                                             |
| 1968 | The Night They Raided Minsky's                               | Vance Fowler           |                                             |
| 1968 | The Sea Gull                                                 | Dorn, a doctor         |                                             |
| 1970 | Too Late the Hero                                            | Captain Hornsby        |                                             |
| 1970 | The Rise and Rise of Michael Rimmer                          | Peter Niss             |                                             |
| 1971 | Percy                                                        | Emmanuel Whitbread     |                                             |
| 1971 | Casa care picura sânge                                       | Charles Hillyer        | (segment 1 "Method for Murder")             |
| 1971 | Quest for Love                                               | Tom Lewis              |                                             |
| 1972 | Madame Sin                                                   | Malcolm De Vere        |                                             |
| 1973 | Povești din criptă II                                        | Diltant                | (segmentul 5 "Drawn and Quartered")         |
| 1973 | A Doll's House                                               | Krogstad               |                                             |
| 1974 | Ucenicia lui Duddy Kravitz                                   | Friar                  |                                             |
| 1974 | Percy's Progress                                             | Sir Emmanuel Whitbread |                                             |
| 1975 | Russian Roulette                                             | Commander Petapiece    |                                             |
| 1976 | A Ghost Story for Christmas: The Signalman                   | The Signalman          | serie TV, 6 episoade                        |
| 1976 | To the Devil a Daughter                                      | Henry Beddows          |                                             |
| 1976 | Robin and Marian                                             | Will Scarlet           |                                             |
| 1976 | Partners                                                     | John Grey              |                                             |
| 1976 | Voyage of the Damned                                         | Admiral Canaris        |                                             |
| 1977 | A Bridge Too Far                                             | R.A.F. Met. Officer    |                                             |
| 1977 | The Strange Case of the End of Civilization as We Know It    | English Delegate       |                                             |
| 1978 | Sweeney 2                                                    | Jupp                   |                                             |
| 1978 | The Hound of the Baskervilles                                | Stapleton              |                                             |
| 1978 | La petite fille en velours bleu (Little Girl in Blue Velvet) | Mike                   |                                             |
| 1978 | The Boys from Brazil                                         | Sidney Beynon          |                                             |
| 1978 | Watership Down                                               | Cowslip                | Voce                                        |
| 1979 | Saint Jack                                                   | William Leigh          |                                             |
| 1979 | Zulu Dawn                                                    | Colonel Pulleine       |                                             |
| 1979 | A Game for Vultures                                          | Ragan Thistle          |                                             |
| 1979 | Cuba                                                         | Donald Skinner         |                                             |
| 1980 | Bad Timing                                                   | Stefan Vognic          |                                             |
| 1980 | Rising Damp                                                  | Charles Seymour        |                                             |
| 1980 | Sunday Lovers                                                | Parker                 | (segmentul "An Englishman's Home")          |
| 1981 | Raiders of the Lost Ark                                      | Dr. Marcus Brody       |                                             |
| 1982 | Brimstone and Treacle                                        | Tom Bates              |                                             |
| 1982 | The Missionary                                               | The Bishop             |                                             |
| 1983 | The Wicked Lady                                              | Sir Ralph Skelton      |                                             |
| 1983 | Trading Places                                               | Coleman                |                                             |
| 1984 | The Razor's Edge                                             | Elliott Templeton      |                                             |
| 1984 | A Private Function                                           | Dr Charles Swaby       |                                             |
| 1985 | Underworld                                                   | Dr. Savary             |                                             |
| 1985 | A Room with a View                                           | Mr Emerson             |                                             |
| 1986 | Defence of the Realm                                         | Vernon Bayliss         |                                             |
| 1986 | The Whoopee Boys                                             | Col. Phelps            |                                             |
| 1987 | Maurice                                                      | Doctor Barry           |                                             |
| 1987 | September                                                    | Howard                 |                                             |
| 1988 | Stealing Heaven                                              | Fulbert                |                                             |
| 1988 | Hanna's War                                                  |                        |                                             |
| 1988 | Keys to Freedom                                              | Inspector Basil Crisp  |                                             |
| 1989 | Return from the River Kwai                                   | Colonel Grayson        |                                             |
| 1989 | Indiana Jones and the Last Crusade                           | Marcus Brody           |                                             |
| 1989 | Killing Dad                                                  | Nathy                  |                                             |
| 1991 | Soldați de ocazie                                            | Headmaster             |                                             |
| 1992 | Scorchers                                                    | Howler                 |                                             |
| 1992 | Noises Off                                                   | Selsdon Mowbray        | (ultimul său rol)                           |

### Televiziune
| An      | Titlu                         | Rol                       | Note                               |
| ------- | ----------------------------- | ------------------------- | ---------------------------------- |
| 1958-59 | Alfred Hitchcock Presents     | John Manbridge/Jack Lyons | 2 episoade                         |
| 1966    | The Man in Room 17            | Defraits                  | 13 episoade                        |
| 1972    | The Persuaders!               | Roland                    | Episodul: A Death in the Family    |
| 1972    | Follow the Yellow Brick Road  | Jack Black                | teatru TV                          |
| 1976    | Brimstone and Treacle         |                           | Film TV                            |
| 1976    | Clayhanger                    | Tertius Ingpen            | 9 episoade                         |
| 1977    | Ripping Yarns                 | Mr Gregory                | Episodul: Across The Andes by Frog |
| 1980    | Blade on the Feather          | Jack Hill                 | Film TV                            |
| 1982    | Marco Polo                    | Niccolo Polo              | 8 episoade                         |
| 1984    | Camille                       | Count de Noilly           | Film TV                            |
| 1985    | Bleak House                   | John Jarndyce             | 7 episoade                         |
| 1986    | Mrs. Delafield Wants to Marry | George Parker             | Film TV                            |
| 1987    | Hotel du Lac                  |                           | Film TV                            |
| 1987    | Scoop                         | Mr. Salter                | Film TV                            |
| 1987    | A Child's Christmas in Wales  | Old Geraint               | Film TV                            |
| 1988    | Codename: Kyril               | Povin                     | 4 episoade                         |
| 1988    | The Bourne Identity           | Dr Geoffrey Washburn      | mini-serie TV                      |
| 1988    | Noble House                   | Alastair Struan           | 4 episoade                         |
| 1989    | Bangkok Hilton                | Hal Stanton               | 3 episoade                         |
| 1991    | A Matter of Quality           | George Smiley             | Film TV                            |
| 1991    | A Murder of Quality           | George Smiley             | Film TV                            |
| 1991    | One Against the Wind          | Father LeBlanc            | Film TV                            |
| 1991    | The Black Candle              | William Filmore           | Film TV                            |